# كيم فالكنبيرغ
كيم فالكنبيرغ (بالألمانية: Kim Falkenberg)‏ هو لاعب كرة قدم ألماني، ولد في 10 أبريل 1988 في Engelskirchen ‏ في ألمانيا. شارك مع منتخب ألمانيا لكرة القدم تحت 18 سنة ومنتخب ألمانيا تحت 20 سنة لكرة القدم ومنتخب ألمانيا تحت 21 سنة لكرة القدم. أما مع النوادي، فقد لعب مع ألمانيا آخن وروت فايس أوبرهاوزن وغرويتر فورت ونادي أوسنابروك ونادي ساربروكن ونادي ساندهاوزن.

## وصلات خارجية
- كيم فالكنبيرغ على موقع قاعدة بيانات كرة القدم.إي يو (الإنجليزية)
- كيم فالكنبيرغ على موقع بيانات كرة القدم. دي إي (الألمانية)
- كيم فالكنبيرغ على موقع عالم كرة القدم.نت (الإنجليزية)